# Gwladys Épangue
Gwladys Épangue, née le 15 août 1983 à Clichy (Hauts-de-Seine), est une taekwondoïste française, médaillée de bronze olympique en 2008 et double championne du monde dans deux catégories différentes : à Copenhague en 2009 (-67 kg) et à Gyeongju en 2011 (-73 kg).

## Biographie
Née de parents camerounais, Gwladys Patience Épangue a vécu quinze ans à La Courneuve où elle a découvert le taekwondo au club local. « J'ai débuté en 1994. J'avais 11 ans, Ça vient tout bêtement d'une copine de collège dont le père voulait qu'elle fasse un sport de combat pour qu'elle apprenne à se défendre dans la cité ». En 1997, elle devient vice-championne de France cadette. Vite repérée, elle poursuit sa formation à l'Institut national du sport, de l'expertise et de la performance tout en étant licenciée au club de Saint-Maur. Dominant largement ce sport en France, elle est sélectionnée aux Jeux olympiques d'Athènes de 2004, où elle est éliminée dès son premier combat.

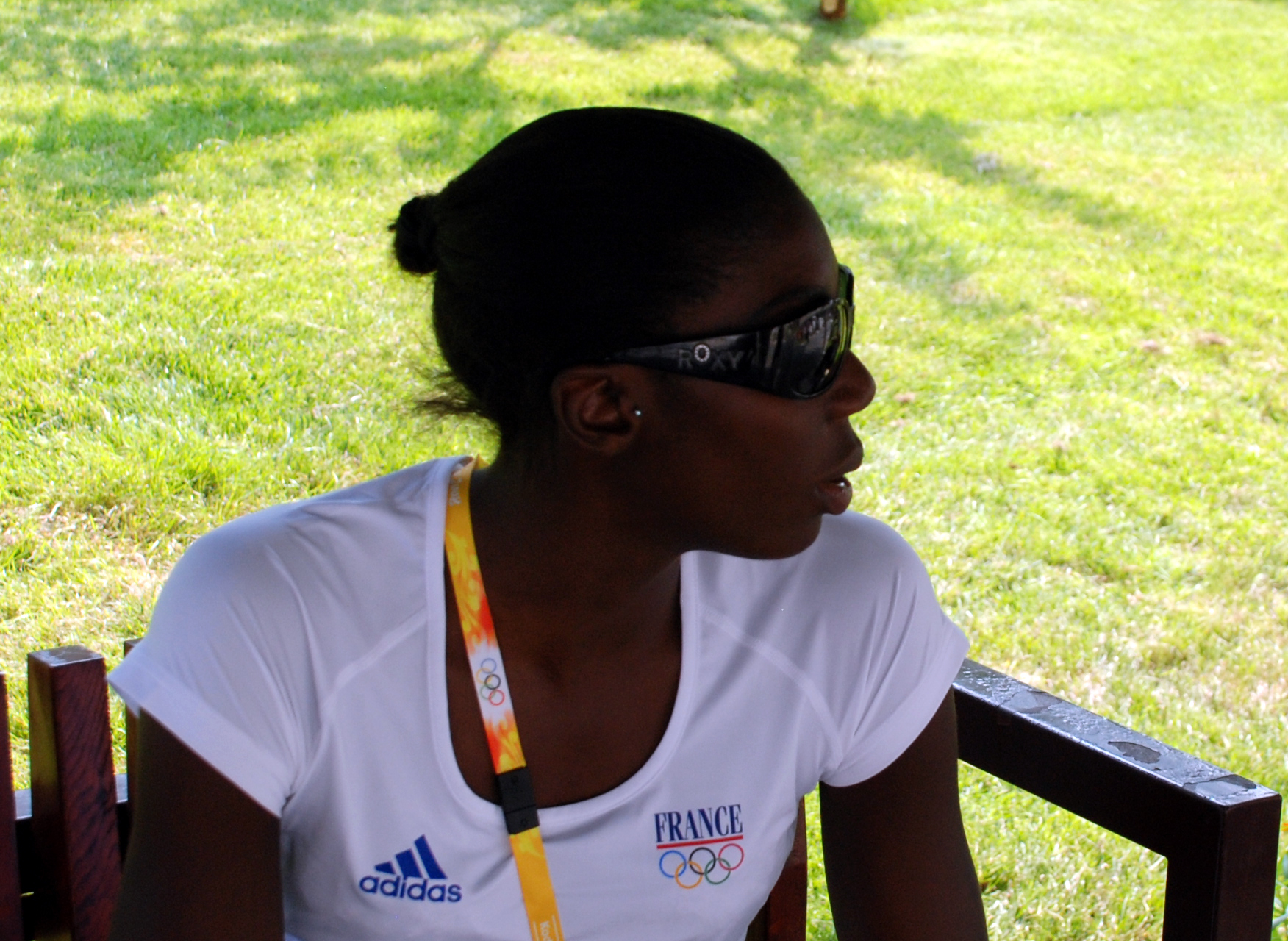
Gwladys Épangue au Village olympique de Pékin en août 2008

En 2008, battue en demi-finales par la sud-coréenne Hwang Kyung-seon, elle rapporte la médaille de bronze de Pékin en disposant de l'Australienne Tina Morgan. Elle a été nommée Chevalier de l'ordre national du Mérite par décret du 14 novembre 2008.
En octobre 2009, elle remporte son premier titre de championne du monde chez les -67 kg en triomphant de la Cubaine Taimi Castellanos Estrada (es).
Le 6 mai 2011, elle conquiert un second titre de championne du monde lors des championnats du monde à Gyeongju, en Corée du Sud. Cette fois-ci, c'est dans la catégorie des -73 kg en dominant en finale la Coréenne Oh Hye Ri.
Épangue, qui a remporté le quota de la France dans la catégorie des + de 67 kg aux Jeux olympiques de 2012, doit renoncer à y participer pour cause d'une résurgence de tuberculose qu'elle avait contractée lorsqu'elle était enfant.
Le 18 mai 2015, elle remporte la médaille d'argent aux championnats du monde à Tcheliabinsk, en catégorie lourde (+ de 73 kg), et décroche l'or un mois plus tard, le 19 juin 2015, aux jeux européens, à Bakou, en battant en finale la championne olympique en titre Milica Mandić.
Le 22 novembre 2015, elle est promue officier de l'ordre national du mérite. En décembre 2015, ses performances permettent la qualification de la France pour la catégorie des +67 kg aux Jeux olympiques de 2016. Blessée au genou gauche, celui-ci est opéré durant ce mois.
Elle participe aux Jeux olympiques d'été de 2016 où elle perd le match pour la médaille de bronze en catégorie des plus de 67 kg face à l'Américaine Jackie Galloway, terminant ainsi à la 5e place.
Elle met un terme à sa carrière le 29 novembre 2016. À partir d'avril 2018, elle fait partie de la commission des athlètes, une instance de dix-huit sportifs présidée par Martin Fourcade qui va travailler à la préparation concrète des Jeux olympiques et paralympiques de 2024. Elle est la chef de mission de la délégation française aux Jeux olympiques de la jeunesse de 2018 à Buenos Aires.
Elle est entraîneuse au club «Génération Taekwondo Académie 93» à La Courneuve.
Durant les Jeux olympiques 2020 à Tokyo puis Jeux olympiques 2024 à Paris, elle est consultante pour France Télévisions et commente les épreuves de taekwondo,. En juillet 2024, elle participe au relais de la Flamme olympique à La Courneuve.

## Palmarès

### Jeux olympiques
- Médaille de bronze des Jeux olympiques 2008 à Pékin,  Chine

### Tournois mondiaux de qualification olympique
- Troisième des -57 kg du Tournoi mondial de qualification pour les Jeux olympiques d'Athènes à Paris,  France en 2003
- Vainqueur des -67 kg du Tournoi mondial de qualification pour les Jeux olympiques de Pékin à Manchester,  Royaume-Uni en 2007
- Vainqueur des +67 kg du Tournoi mondial de qualification pour les Jeux olympiques de Londres à Bakou,  Azerbaïdjan en 2011

### Championnats du monde
- Médaille d'argent des -67 kg du Championnat du monde 2005 à Madrid,  Espagne
- Médaille d'argent des -67 kg du Championnat du monde 2007 à Pékin,  Chine
- Médaille d'or des -67 kg du Championnat du monde 2009 à Copenhague,  Danemark
- Médaille d'or des -73 kg du Championnat du monde 2011 à Gyeongju,  Corée du Sud
- Médaille d'argent des +73 kg du Championnat du monde 2015 à Tcheliabinsk,  Russie

### Jeux européens
- Médaille d'or des +67 kg des Jeux européens de 2015 à Bakou,  Azerbaïdjan

### Championnats d'Europe
- Médaille d'argent des -55 kg du Championnat d'Europe 2000 à Patras,  Grèce
- Médaille d'or des -55 kg du Championnat d'Europe 2002 à Samsun,  Turquie
- Médaille d'or des -59 kg du Championnat d'Europe 2004 à Lillehammer,  Norvège
- Médaille d'or des -67 kg du Championnat d'Europe 2005 à Riga,  Lettonie
- Médaille d'argent des -67 kg du Championnat d'Europe 2006 à Bonn,  Allemagne
- Médaille d'argent des -67 kg du Championnat d'Europe 2008 à Rome,  Italie
- Médaille de bronze des -73 kg du Championnat d'Europe 2010 à Saint-Pétersbourg,  Russie

### Championnat de France
- Championne cadettes en 1999
- Championne juniors en 2000
- Championne en 2001 -55 kg
- Championne en 2002 -55 kg
- Championne en 2003 -59 kg
- Championne en 2004 -59 kg
- Championne en 2005 -67 kg
- Championne en 2006 -67 kg
- Championne en 2007 -67 kg
- Championne en 2008 -67 kg
- Championne en 2009 -67 kg
- Championne en 2010 -73 kg
- Championne en 2011 -73 kg
- Championne en 2012 +73 kg
- Championne en 2013 +73 kg
- Championne en 2014 +73 kg
- Championne en 2015 +73 kg

### Autres
- Médaille d'or du Tournoi France-Maroc en 1999 en -55 kg
- Médaille de bronze de l'Open de Barcelone 1999 en -55 kg
- Médaille d'or de l'Open de Corée en 2000 en -55 kg
- Médaille d'or de la Coupe du Monde francophone en 2002 -55 kg
- Médaille d'or de l'Open de Barcelone 2002 en -55 kg
- Médaille d'or de l'Open du Vietnam 2002 en -55 kg
- Médaille d'or de la Coupe internationale de France 2003 en -55 kg
- Médaille d'or des Universiades de Daegu 2003 en -55 kg
- Médaille d'or de l'Open des Pays-Bas 2003 en -55 kg
- Médaille d'argent de l'Open des Pays-Bas 2004 en -55 kg